# Σsystem
Σsystem（シグマシステム）は、大阪府東大阪市に本社を置く株式会社パスカルが開発したカラオケ機器統合システム。互換性のない複数のカラオケ機種を一括集中管理し、専用端末を各部屋に配備することで一部屋一台での利用を可能にした。導入店舗では関東圏のパセラが有名だが、かつて愛媛県のキスケカラオケWAOにも設置されていた。最大接続の場合の総曲数は150,000曲以上（重複有り）。
かつては開発元のパスカルも、大阪府門真市に直営店舗「BALI LAGU（旧・うたすき）」を持っていたが、2009年1月18日に閉店した。

## 動作原理
店舗のマシンルーム内には下記に記載したカラオケ機器が複数台設置されている。Σsystemは選曲の仲介を行い、客室のリクエストを元に設置機器にリクエストを発行、再生が始まると機器と部屋を繋ぐという仕組みになっている。その為、リクエスト時に機器の空きが無い場合には次曲へスキップされる場合がある。これは特に特定機種にしか無い上に機種自体が人気なDAMやJOYSOUNDの新型機種専用の曲の場合に顕著で、店内の混雑具合によっては10曲以上待たされる場合もある。
なおカラオケの鉄人の「鉄人システム」と異なり、本人映像等の特典のない曲については曲によりあらかじめ機種が固定されているため、複数の機種に収録されている曲に対して「特定の機種を指定して選曲する」ことは原則としてできない。ただし本人映像・ライブ映像等の曲の場合は機種ごとに別の曲扱いとして収録されているため機種指定が可能である。
なお、特殊な操作をすることで曲リクエスト時にメーカー指定をすることができるが一般公開されておらず店舗ごとに操作方法が異なる。　※これは選曲先の機種が店舗でどのメーカーコードに割り当てられているかが異なるために発生する。

## 搭載機種
チェーン・店舗によって、以下の機種でも搭載されていないことがある（特にWONDER GIGAはパセラ以外非搭載）。
- BB Cyber DAM、Premier DAM、LIVE DAM（第一興商）
- JOYSOUND、HyperJoy、HyperJoy V2、HyperJoy WAVE、CROSSO、JOYSOUND f1（エクシング）
- UGA、uga plus、uga next、B-kara（BMB→現エクシング）
- neon R2（BMB→現エクシング）
- U-kara3、V-BeMAX's（BMB→現エクシング）
- セガカラ（セガ・ミュージック・ネットワークス→BMB→現エクシング）
- X2000、Lavca（タイトー→現エクシング）
- 孫悟空（ビクターレジャーシステム→現エクシング）
- SynCom（ワキタ→現エクシング）
- WONDER GIGA（ギガ・ネットワークス→事業撤退によりパセラが権利を購入）
- 第一興商LD
- 東映アニメLD